# ジョセフ・W・サルノ
ジョセフ・W・サルノ（Joseph W. Sarno、ブルックリン区（ニューヨーク）出身、1921年3月15日 - 2010年4月26日）は、アメリカ合衆国の映画監督・脚本家。ジョー・サルノとも呼ばれる。
1960年代のセクスプロイテーション映画のジャンルに登場した、最も多作で特異な映画監督の一人。サルノはセクスプロイテーション、ソフトコア、ハードコアの分野でおよそ75本の作品を脚色し、監督した。

## セクスプロイテーションとソフトコア
サルノは1961年に最初の成人向け映画を完成しており、セクスプロイテーション映画の草分けの1人である。彼の最も知られたセクスプロイテーション映画として、『Sin in the Suburbs』(1964年)、『Flesh and Lace』(1965年)、『The Bed and How to Make It』(1966年)、『Moonlighting Wives』(1966年) が挙げられる。セクスプロイテーション期のサルノの仕事は、硬い明暗法の照明、長回し、綿密な演出を特徴とする。彼はまた、性心理不安と性的自己認識の成長を中心に展開するシナリオでも有名である。
セクスプロイテーション期に、サルノはダイアン・ソーン、オードリー・キャンベル、マイケル・アレイモ、パトリシア・マクネア、トッド・ムーア、彼のいとこで、テレビ番組「ロックフォードの事件メモ」の出演者ジョー･サントスのような注目すべき俳優達と仕事をした。
1968年からサルノの仕事はより露骨になっていき、ソフトコアの出現を予言するものとなっている。彼が躍進した作品『早熟』(Inga、1968年) は、アメリカ合衆国で公開された最初の成人映画の1つだった。他の注目に値するソフトコアの作品には、『Vibrations』(1968年)、『Daddy, Darling』(1970年)、『Young Playthings』(1972年)、『マリー・メンダム/若妻の欲情』(Confessions of a Young American Housewife、1974年)、『マリー・メンダム/セックス・プロ』(Misty、1975年) などがある。サルノは、ハードコアの古典『ディープ・スロート』のオリジナルキャストによる続編であるＲ指定映画『ディープ・スロート・パートII』(Deep Throat Part II、1974年) も監督している。
1968年以降のサルノのソフトコアの仕事は、アメリカ合衆国で製作された映画とヨーロッパ、主にスウェーデン、ドイツ、デンマークで製作された映画に分けられる。サルノのヨーロッパ映画の多くはアメリカの援助で作られた。ヨーロッパでは、彼はマリー・リシュダール、クリスチーナ・リンドバーグ、マリー・フォルサなどの女優と仕事をしたために注目された。

## ハードコア
サルノの最初のハードコアポルノ映画は、ジョージナ・スペルヴィンとティナ・ラッセルが主演した『Sleepy Head』(1973年) だった。ハードコアに関わる事に気が進まなかったサルノは、様々な偽名を用い、ハードコア映画を監督した。彼は監督としてクレジットされていない、ジェニファー・ウェルズ主演の『スーパーテクニシャン/ジェニファー・ウェルズ』(Inside Jennifer Welles、1977年) やアニー・スプリンクル主演の『ディープインサイド/失禁!』(Deep Inside Annie Sprinkle、1981年) のようなハードコア映画の監督であった事を認めている。ハードコアの経歴の過程で、サルノはハリー・リームス、エリック・エドワーズ、ジェイミー・ギリス、マーク・スティーブンス、マレーネ・ウィロビー、グロリア・レナード、ソニー・ランダム、セカ、ロン・ジェレミーのようなポルノスターと働いた。

## 評価
1970年代に批評家アンドリュー・サリスによって賞賛され、サルノの仕事は、ニューヨークアングラ映画祭 (New York Underground Film Festival) やイタリアのトリノ映画祭 (Torino Film Festival) 、パリのシネマテーク・フランセーズで賞賛されるなど、近年再認識されている。
彼の経歴は、総合的な伝記のために映画歴史家マイケル・ボウエン (Michael Bowen) によって研究されている。

## 私生活
サルノは彼の妻で、製作のパートナーでもある、ペギー・ステファンズ・サルノ (Peggy Steffans Sarno) とニューヨーク市に住んでいた。彼女はサルノの映画の何本かに女優として出演した。夫妻は、夏はストックホルム（スウェーデン）で過ごした。彼らには、1人息子のマシュー・サルノ (Matthew Sarno) がいる。
2010年4月26日に死去、死因は明らかにされていない。89歳であった。